# Yeongwol
Der Landkreis Yeongwol (kor.: 영월군, Yeongwol-gun) befindet sich in der Provinz Gangwon-do in Südkorea. Der Verwaltungssitz befindet sich in der Stadt Yeongwol-eup. Er hatte eine Fläche von 1127 km² und eine Bevölkerung von 39.408 Einwohnern im Jahr 2019.
Bekannt ist Yeongwol als der Ort, an dem König Danjong, der sechste König der Joseon-Dynastie, ins Exil geschickt wurde, als er von seinem Onkel Sejo wurde, zum Abdanken gezwungen wurde. Hier wurde Danjong auch begraben, nachdem er 1457 ermordet worden war, nachdem sechs Minister versucht hatten, ihn wieder an die Macht zu bringen, weshalb er als anhaltende Bedrohung für die Herrschaft seines Onkels angesehen wurde.

Lage des Landkreises in Gangwon-do